# Vikash Dhorasoo
Vikash Dhorasoo, född den 10 oktober 1973 i Harfleur, Frankrike, är en fransk före detta professionell fotbollsspelare som spelade 18 matcher med det franska landslaget mellan 1996 och 2006.